# Krucjata (komiks)
Krucjata (fr. Croisade) – belgijska seria komiksowa autorstwa Jeana Dufaux (scenariusz) i Philippe’a Xaviera (rysunki). Ukazywała się w latach 2007–2014 nakładem wydawnictwa Le Lombard. Po polsku cztery pierwsze tomy serii w latach 2013–2016 opublikowało Wydawnictwo Komiksowe, a w 2025 wydawnictwo Lost In Time opublikowało wszystkie osiem wszystkie osiem tomów w jednym albumie zbiorczym. 

## Fabuła
Akcja serii rozgrywa się w średniowieczu. Ziemia Święta jest ponownie zagrożona wybuchem wojny. Pod wodzą Grzegorza d’Arcos i niepokojącego diuka Tarente, chrześcijanie szykują się do odbicia Jerozolimy z rąk sułtana Abdula Razima. Rycerz Walter z Flandrii przeciwstawia się wyprawie, uważając ją za szaleństwo. Ale nikt się z nim nie liczy, a w cieniu działa Qua’dj, demon który postanowił posiąść dusze wojowników. Jego ponurym planom przeciwstawia się Walter i zachwycająca, lecz groźna Syria d’Arcos.

## Tomy
| Tom | Tytuł i rok wydania polskiego | Tytuł i rok wydania oryginalnego |
| --- | ----------------------------- | -------------------------------- |
| 1   | Simoun Dja (2013)             | Simoun Dja (2007)                |
| 2   | Qua'dj (2014)                 | Le Qua'dj (2008)                 |
| 3   | Pan maszyn (2016)             | Le Maître des machines (2009)    |
| 4   | Słupy ognia (2016)            | Becs de feu (2009)               |
| 5   | Gauthier z Flandrii (2025)    | Gauthier de Flandres (2011)      |
| 6   | Sybilla, niegdyś (2025)       | Sybille, jadis (2011)            |
| 7   | Pan piasków (2025)            | Le Maître des sables (2013)      |
| 8   | Ostatni oddech (2025)         | Le Dernier souffle (2014)        |